# Al-Humra
Al-Humra (arab. الحمرة) – wieś w Syrii, w muhafazie Aleppo. W 2004 roku liczyła 549 mieszkańców.